# Sandro Cois
Sandro Cois (Fossano, 9 de junho de 1972) é um ex-futebolista italiano que atuou pela Fiorentina durante a maior parte de sua carreira. Também teve passagens pela Seleção Italiana, e por Torino, Piacenza e Sampdoria.